# Liste der AMD-Opteron-Prozessoren
Opteron ist der Markenname der Server- und Workstationprozessoren von AMD.
Alle Opteron für Sockel 939 und 940 haben eine dreistellige Modellnummer Opteron XYY. Alle neueren Opteron haben eine vierstellige Modellnummer Opteron XZYY. Beim bisherigen Nummernschema spezifiziert die erste Ziffer X mit wie vielen Prozessoren der Prozessor auf der Hauptplatine eingesetzt werden kann:
- 1 – Für Systeme mit einem Prozessor
- 2 – Für Systeme mit zwei Prozessoren
- 8 – Für Systeme mit bis zu acht Prozessoren

Die zweite Ziffer Z der vierstelligen Modellnummer steht für die Generation der Opteron-Prozessoren:
- Opteron der ersten Generation (Sockel 939 und 940) haben diese Kennzeichnung nicht
- 2 – Opteron der zweiten Generation (Sockel AM2 und F)
- 3 – Opteron der dritten Generation (Sockel AM2+ und F/F+)
- 4 – Opteron der vierten Generation (Sockel AM2+ und F/F+)

Mit den neuen Lisbon-/Magny-Cours-Prozessoren stellte AMD im Jahre 2010 neben neuen Sockeln auch ein verändertes vierstelliges Nummernschema vor: X steht nun für die Plattform und Z für die Generation der neuen Modelle.
Die beiden letzten Ziffern YY codieren in allen Nummernschemata den Takt des Prozessors. Generell deutet eine größere Zahl hier eine höhere Geschwindigkeit an. Innerhalb einer Generation und bei gleicher Anzahl an Prozessorkernen ist die Angabe vergleichbar.
- Die Zusatzbezeichnungen HE und EE weisen Modelle mit geringerer und geringer Verlustleistung aus.
- Die Zusatzbezeichnung SE weist Modelle mit höherem Stromverbrauch aus, dies betrifft in der Regel die am höchsten getakteten Modelle einer Generation.

## Opteron der ersten Generation (Single-Core)

### Sledgehammer
- Revision: B3, C0, CG
- L1-Cache: 64 + 64 KB (Daten + Instruktionen), 2-fach assoziativ
- L2-Cache: 1024 KB mit Prozessortakt, 16-fach assoziativ
- Alle Modelle unterstützen MMX, Extended 3DNow!, SSE, SSE2, NX-Bit, SMP und AMD64
- Integrierte Northbridge mit Speichercontroller: Läuft mit Prozessortakt
- Speicherunterstützung: Registered DDR-SDRAM bis PC-3200R (B3: bis PC-2700R)
- Fertigungstechnik: 130 nm (SOI)
- Die-Größe: 193 mm² bei 105,9 Millionen Transistoren

#### Sledgehammer (1yy)
- Für Systeme mit einem Prozessor

| Modellnummer | Revision | Frequenz | HT      | Multi | Vcore  | TDP    | Sockel | Einführung | Teilenummer  |
| ------------ | -------- | -------- | ------- | ----- | ------ | ------ | ------ | ---------- | ------------ |
| 140          | B3       | 1,4 GHz  | 800 MHz | 7x    | 1,55 V | 84,7 W | 940    | 30.06.2003 | OSA140CCO5AG |
| 140          | C0       | 1,4 GHz  | 800 MHz | 7x    | 1,50 V | 82,1 W | 940    |            | OSA140CEP5AK |
| 140          | CG       | 1,4 GHz  | 800 MHz | 7x    | 1,50 V | 82,1 W | 940    |            | OSA140CEP5AT |
| 140EE        | CG       | 1,4 GHz  | 800 MHz | 7x    | 1,15 V | 30 W   | 940    |            | OSB140CSP5AT |
| 142          | B3       | 1,6 GHz  | 800 MHz | 8x    | 1,55 V | 84,7 W | 940    | 30.06.2003 | OSA142CCO5AG |
| 142          | C0       | 1,6 GHz  | 800 MHz | 8x    | 1,50 V | 82,1 W | 940    |            | OSA142CEP5AK |
| 142          | CG       | 1,6 GHz  | 800 MHz | 8x    | 1,50 V | 82,1 W | 940    |            | OSA142CEP5AT |
| 144          | B3       | 1,8 GHz  | 800 MHz | 9x    | 1,55 V | 84,7 W | 940    | 30.06.2003 | OSA144CCO5AG |
| 144          | C0       | 1,8 GHz  | 800 MHz | 9x    | 1,50 V | 82,1 W | 940    |            | OSA144CEP5AK |
| 144          | CG       | 1,8 GHz  | 800 MHz | 9x    | 1,50 V | 82,1W  | 940    |            | OSA144CEP5AT |
| 146          | C0       | 2,0 GHz  | 800 MHz | 10x   | 1,50 V | 89 W   | 940    | 09.09.2003 | OSA146CEP5AK |
| 146          | CG       | 2,0 GHz  | 800 MHz | 10x   | 1,50 V | 89 W   | 940    |            | OSA146CEP5AT |
| 146HE        | CG       | 2,0 GHz  | 800 MHz | 10x   | 1,30 V | 55 W   | 940    |            | OSK146CMP5AT |
| 148          | C0       | 2,2 GHz  | 800 MHz | 11x   | 1,50 V | 89 W   | 940    | 17.11.2003 | OSA148CEP5AK |
| 148          | CG       | 2,2 GHz  | 800 MHz | 11x   | 1,50 V | 89 W   | 940    |            | OSA148CEP5AT |
| 150          | CG       | 2,4 GHz  | 800 MHz | 12x   | 1,50 V | 89 W   | 940    | 18.05.2004 | OSA150CEP5AT |

#### Sledgehammer (2yy)
- Für Systeme mit bis zu zwei Prozessoren

| Modellnummer | Revision | Frequenz | HT      | Multi | Vcore  | TDP    | Sockel | Einführung | Teilenummer  |
| ------------ | -------- | -------- | ------- | ----- | ------ | ------ | ------ | ---------- | ------------ |
| 240          | B3       | 1,4 GHz  | 800 MHz | 7x    | 1,55 V | 85 W   | 940    | 22.04.2003 | OSA240CCO5AD |
| 240          | B3       | 1,4 GHz  | 800 MHz | 7x    | 1,55 V | 84,7 W | 940    | 22.04.2003 | OSA240CCO5AH |
| 240          | C0       | 1,4 GHz  | 800 MHz | 7x    | 1,50 V | 82,1 W | 940    |            | OSA240CEP5AL |
| 240          | CG       | 1,4 GHz  | 800 MHz | 7x    | 1,50 V | 82,1W  | 940    |            | OSA240CEP5AU |
| 240EE        | CG       | 1,4 GHz  | 800 MHz | 7x    | 1,15 V | 31 W   | 940    |            | OSB240CSP5AU |
| 242          | B3       | 1,6 GHz  | 800 MHz | 8x    | 1,55 V | 85 W   | 940    | 22.04.2003 | OSA242CCO5AD |
| 242          | B3       | 1,6 GHz  | 800 MHz | 8x    | 1,55 V | 84,7 W | 940    | 22.04.2003 | OSA242CCO5AH |
| 242          | C0       | 1,6 GHz  | 800 MHz | 8x    | 1,50 V | 82,1 W | 940    |            | OSA242CEP5AL |
| 242          | CG       | 1,6 GHz  | 800 MHz | 8x    | 1,50 V | 82,1 W | 940    |            | OSA242CEP5AU |
| 244          | B3       | 1,8 GHz  | 800 MHz | 9x    | 1,55 V | 84,7 W | 940    | 22.04.2003 | OSA244CCO5AH |
| 244          | C0       | 1,8 GHz  | 800 MHz | 9x    | 1,50 V | 82,1 W | 940    |            | OSA244CEP5AL |
| 244          | CG       | 1,8 GHz  | 800 MHz | 9x    | 1,50 V | 82,1 W | 940    |            | OSA244CEP5AU |
| 246          | C0       | 2,0 GHz  | 800 MHz | 10x   | 1,50 V | 89 W   | 940    | 05.08.2003 | OSA246CEP5AL |
| 246          | CG       | 2,0 GHz  | 800 MHz | 10x   | 1,50 V | 89 W   | 940    |            | OSA246CEP5AU |
| 246HE        | CG       | 2,0 GHz  | 800 MHz | 10x   | 1,30 V | 55 W   | 940    |            | OSK246CMP5AU |
| 248          | C0       | 2,2 GHz  | 800 MHz | 11x   | 1,50 V | 89 W   | 940    | 17.11.2003 | OSA248CEP5AL |
| 248          | CG       | 2,2 GHz  | 800 MHz | 11x   | 1,50 V | 89 W   | 940    |            | OSA248CEP5AU |
| 250          | CG       | 2,4 GHz  | 800 MHz | 12x   | 1,50 V | 89 W   | 940    | 18.05.2004 | OSA250CEP5AU |

#### Sledgehammer (8yy)
- Für Systeme mit bis zu acht Prozessoren

| Modellnummer | Revision | Frequenz | HT      | Multi | Vcore  | TDP    | Sockel | Einführung | Teilenummer  |
| ------------ | -------- | -------- | ------- | ----- | ------ | ------ | ------ | ---------- | ------------ |
| 840          | B3       | 1,4 GHz  | 800 MHz | 7x    | 1,55 V | 84,7 W | 940    | 22.04.2003 | OSA840CCO5AI |
| 840          | C0       | 1,4 GHz  | 800 MHz | 7x    | 1,50 V | 82,1 W | 940    |            | OSA840CEP5AM |
| 840          | CG       | 1,4 GHz  | 800 MHz | 7x    | 1,50 V | 82,1 W | 940    |            | OSA840CEP5AV |
| 840EE        | CG       | 1,4 GHz  | 800 MHz | 7x    | 1,15 V | 30 W   | 940    |            | OSB840CSP5AV |
| 842          | B3       | 1,6 GHz  | 800 MHz | 8x    | 1,55 V | 84,7 W | 940    | 22.04.2003 | OSA842CCO5AI |
| 842          | C0       | 1,6 GHz  | 800 MHz | 8x    | 1,50 V | 82,1 W | 940    |            | OSA842CEP5AM |
| 842          | CG       | 1,6 GHz  | 800 MHz | 8x    | 1,50 V | 82,1 W | 940    |            | OSA842CEP5AV |
| 844          | B3       | 1,8 GHz  | 800 MHz | 9x    | 1,55 V | 84,7 W | 940    | 22.04.2003 | OSB844CCO5AI |
| 844          | C0       | 1,8 GHz  | 800 MHz | 9x    | 1,50 V | 82,1 W | 940    |            | OSA844CEP5AM |
| 844          | CG       | 1,8 GHz  | 800 MHz | 9x    | 1,50 V | 82,1 W | 940    |            | OSA844CEP5AV |
| 846          | C0       | 2,0 GHz  | 800 MHz | 10x   | 1,50 V | 89 W   | 940    | 09.09.2003 | OSA846CEP5AM |
| 846          | CG       | 2,0 GHz  | 800 MHz | 10x   | 1,50 V | 89 W   | 940    |            | OSA846CEP5AV |
| 846HE        | CG       | 2,0 GHz  | 800 MHz | 10x   | 1,30 V | 55 W   | 940    |            | OSK846CMP5AV |
| 848          | C0       | 2,2 GHz  | 800 MHz | 11x   | 1,50 V | 89 W   | 940    | 17.11.2003 | OSA848CEP5AM |
| 848          | CG       | 2,2 GHz  | 800 MHz | 11x   | 1,50 V | 89 W   | 940    |            | OSA848CEP5AV |
| 850          | CG       | 2,4 GHz  | 800 MHz | 12x   | 1,50 V | 89 W   | 940    | 18.05.2004 | OSA850CEP5AV |

### Venus, Troy und Athens
- Revision: D4, E4, E6
- L1-Cache: 64 + 64 KB (Daten + Instruktionen), 2-fach assoziativ
- L2-Cache: 1024 KB mit Prozessortakt, 16-fach assoziativ
- Alle Modelle unterstützen MMX, Extended 3DNow!, SSE, SSE2, SSE3 (außer Rev D4), NX-Bit, SMP, AMD64 und OPM
- Integrierte Northbridge mit Speichercontroller: Läuft mit Prozessortakt
- Speicherunterstützung: DDR-SDRAM bis PC-3200 (Sockel 939), Registered DDR-SDRAM bis PC-3200R (Sockel 940)
- Fertigungstechnik: 90 nm (SOI)
- Die-Größe: 115 mm² bei 114 Millionen Transistoren
- Die-Größe: 199 mm² bei 233,2 Millionen Transistoren (nur Revision E6, Teilenummer/OPN endet mit CF)

#### Venus (1yy)
- Für Systeme mit einem Prozessor

| Modellnummer | Revision | Frequenz | HT      | Multi | Vcore       | TDP    | Sockel | Einführung | Teilenummer  |
| ------------ | -------- | -------- | ------- | ----- | ----------- | ------ | ------ | ---------- | ------------ |
| 142          | E4       | 1,6 GHz  | 1,0 GHz | 8x    | 1,35–1,40 V | 85,3 W | 940    |            | OSA144FAA5BK |
| 144          | E4       | 1,8 GHz  | 1,0 GHz | 9x    | 1,35–1,40 V | 67 W   | 939    | 02.08.2005 | OSA144DAA5BN |
| 144          | E4       | 1,8 GHz  | 1,0 GHz | 9x    | 1,35–1,40 V | 85,3 W | 940    |            | OSA144FAA5BK |
| 144          | E6       | 1,8 GHz  | 1,0 GHz | 9x    | 1,35–1,40 V | 67 W   | 939    |            | OSA144DAA5CF |
| 146          | D4       | 2,0 GHz  | 800 MHz | 10x   | 1,40 V      | 85,3 W | 940    |            | OSA146FIK5BB |
| 146          | E4       | 2,0 GHz  | 1,0 GHz | 10x   | 1,35–1,40 V | 85,3 W | 940    |            | OSA146FAA5BK |
| 146          | E4       | 2,0 GHz  | 1,0 GHz | 10x   | 1,35–1,40 V | 67 W   | 939    | 02.08.2005 | OSA146DAA5BN |
| 146          | E6       | 2,0 GHz  | 1,0 GHz | 10x   | 1,35–1,40 V | 67 W   | 939    |            | OSA146DAA5CF |
| 148          | E4       | 2,2 GHz  | 1,0 GHz | 11x   | 1,35–1,40 V | 85,3 W | 939    | 02.08.2005 | OSA148DAA5BN |
| 148          | E4       | 2,2 GHz  | 1,0 GHz | 11x   | 1,35–1,40 V | 85,3 W | 940    |            | OSA148FAA5BK |
| 148          | E6       | 2,2 GHz  | 1,0 GHz | 11x   | 1,35–1,40 V | 85,3 W | 939    |            | OSA148DAA5CF |
| 148HE        | E4       | 2,2 GHz  | 1,0 GHz | 11x   | 1,35–1,40 V | 55 W   | 940    |            | OSK148FAA5BK |
| 150          | E4       | 2,4 GHz  | 1,0 GHz | 12x   | 1,35–1,40 V | 85,3 W | 939    | 02.08.2005 | OSA150DAA5BN |
| 150          | E4       | 2,4 GHz  | 1,0 GHz | 12x   | 1,35–1,40 V | 85,3 W | 940    |            | OSA150FAA5BK |
| 150          | E6       | 2,4 GHz  | 1,0 GHz | 12x   | 1,35–1,40 V | 85,3 W | 939    |            | OSA150DAA5CF |
| 152          | E4       | 2,6 GHz  | 1,0 GHz | 13x   | 1,35–1,40 V | 104 W  | 939    | 02.08.2005 | OSA152DAA5BN |
| 152          | E4       | 2,6 GHz  | 1,0 GHz | 13x   | 1,35–1,40 V | 92,6 W | 940    |            | OSA152FAA5BK |
| 152          | E6       | 2,6 GHz  | 1,0 GHz | 13x   | 1,35–1,40 V | 104 W  | 939    | 02.08.2005 | OSA152DAA5CF |
| 154          | E4       | 2,8 GHz  | 1,0 GHz | 14x   | 1,35–1,40 V | 104W   | 939    |            | OSA154DAA5BN |
| 154          | E4       | 2,8 GHz  | 1,0 GHz | 14x   | 1,35–1,40 V | 92,6 W | 940    |            | OSA154FAA5BK |
| 156          | E4       | 3,0 GHz  | 1,0 GHz | 15x   | 1,30–1,35 V | 104 W  | 939    |            | OSA156DAA5BN |

#### Troy (2yy)
- Für Systeme mit bis zu zwei Prozessoren

| Modellnummer | Revision | Frequenz | HT      | Multi | Vcore       | TDP    | Sockel | Einführung | Teilenummer  |
| ------------ | -------- | -------- | ------- | ----- | ----------- | ------ | ------ | ---------- | ------------ |
| 242          | E4       | 1,6 GHz  | 1,0 GHz | 8x    | 1,35–1,40 V | 85,3 W | 940    |            | OSA242FAA5BL |
| 244          | E4       | 1,8 GHz  | 1,0 GHz | 9x    | 1,35–1,40 V | 85,3 W | 940    |            | OSA244FAA5BL |
| 246          | D4       | 2,0 GHz  | 800 MHz | 10x   | 1,40 V      | 85,3 W | 940    |            | OSA246FIK5BC |
| 246          | E4       | 2,0 GHz  | 1,0 GHz | 10x   | 1,35–1,40 V | 85,3 W | 940    |            | OSA246FAA5BL |
| 246HE        | E4       | 2,0 GHz  | 1,0 GHz | 10x   | 1,35–1,40 V | 55 W   | 940    |            | OSK246FAA5BL |
| 248          | D4       | 2,2 GHz  | 800 MHz | 11x   | 1,40 V      | 85,3 W | 940    |            | OSA248FIK5BC |
| 248          | E4       | 2,2 GHz  | 1,0 GHz | 11x   | 1,35–1,40 V | 85,3 W | 940    |            | OSA248FAA5BL |
| 248HE        | E4       | 2,2 GHz  | 1,0 GHz | 11x   | 1,35–1,40 V | 55 W   | 940    |            | OSK248FAA5BL |
| 250          | E4       | 2,4 GHz  | 1,0 GHz | 12x   | 1,35–1,40 V | 85,3 W | 940    |            | OSA250FAA5BL |
| 250HE        | E4       | 2,4 GHz  | 1,0 GHz | 12x   | 1,35–1,40 V | 55 W   | 940    |            | OSK250FAA5BL |
| 252          | E4       | 2,6 GHz  | 1,0 GHz | 13x   | 1,35–1,40 V | 92,6 W | 940    |            | OSA252FAA5BL |
| 254          | E4       | 2,8 GHz  | 1,0 GHz | 14x   | 1,35–1,40 V | 92,6 W | 940    |            | OSA254FAA5BL |
| 256          | E4       | 3,0 GHz  | 1,0 GHz | 15x   | 1,35–1,40 V | 92,6 W | 940    |            | OSA256FAA5BL |

#### Athens (8yy)
- Für Systeme mit bis zu acht Prozessoren

| Modellnummer | Revision | Frequenz | HT      | Multi | Vcore       | TDP    | Sockel | Einführung | Teilenummer  |
| ------------ | -------- | -------- | ------- | ----- | ----------- | ------ | ------ | ---------- | ------------ |
| 842          | E4       | 1,6 GHz  | 1,0 GHz | 8x    | 1,35–1,40 V | 85,3 W | 940    |            | OSA842FAA5BM |
| 844          | E4       | 1,8 GHz  | 1,0 GHz | 9x    | 1,35–1,40 V | 85,3 W | 940    |            | OSA844FAA5BM |
| 846          | D4       | 2,0 GHz  | 800 MHz | 10x   | 1,40 V      | 85,3 W | 940    |            | OSA846FIK5BD |
| 846          | E4       | 2,0 GHz  | 1,0 GHz | 10x   | 1,35–1,40 V | 85,3 W | 940    |            | OSA846FAA5BM |
| 846HE        | E4       | 2,0 GHz  | 1,0 GHz | 10x   | 1,35–1,40 V | 55 W   | 940    |            | OSK846FAA5BM |
| 848          | E4       | 2,2 GHz  | 1,0 GHz | 11x   | 1,35–1,40 V | 85,3 W | 940    |            | OSA848FAA5BM |
| 848HE        | E4       | 2,2 GHz  | 1,0 GHz | 11x   | 1,35–1,40 V | 55 W   | 940    |            | OSK848FAA5BM |
| 850          | E4       | 2,4 GHz  | 1,0 GHz | 12x   | 1,35–1,40 V | 85,3 W | 940    |            | OSA850FAA5BM |
| 850HE        | E4       | 2,4 GHz  | 1,0 GHz | 12x   | 1,35–1,40 V | 55 W   | 940    |            | OSK850FAA5BM |
| 852          | E4       | 2,6 GHz  | 1,0 GHz | 13x   | 1,35–1,40 V | 92,6 W | 940    |            | OSA852FAA5BM |
| 854          | E4       | 2,8 GHz  | 1,0 GHz | 14x   | 1,35–1,40 V | 92,6 W | 940    |            | OSA854FAA5BM |
| 856          | E4       | 3,0 GHz  | 1,0 GHz | 15x   | 1,35–1,40 V | 92,6 W | 940    |            | OSA856FAA5BM |

## Opteron der ersten Generation (Dual-Core)

### Denmark, Italy und Egypt
Doppelkernprozessor
- Revision: E1, E6
- L1-Cache: je Kern 64 + 64 KB (Daten + Instruktionen), 2-fach assoziativ
- L2-Cache: je Kern 1024 KB mit Prozessortakt, 16-fach assoziativ
- Alle Modelle unterstützen MMX, Extended 3DNow!, SSE, SSE2, SSE3, NX-Bit, SMP, AMD64 und OPM
- Integrierte Northbridge mit Speichercontroller: Läuft mit Prozessortakt
- Speicherunterstützung: DDR-SDRAM bis PC-3200 (Sockel 939), Registered DDR-SDRAM bis PC-3200R (Sockel 940)
- Fertigungstechnik: 90 nm (SOI)
- Die-Größe: 199 mm² bei 233,2 Millionen Transistoren

#### Denmark (1yy)
- Für Systeme mit einem Prozessor

| Modellnummer | Revision | Frequenz | HT      | Multi | Vcore       | TDP   | Sockel | Einführung | Teilenummer  |
| ------------ | -------- | -------- | ------- | ----- | ----------- | ----- | ------ | ---------- | ------------ |
| 165          | E6       | 1,8 GHz  | 1,0 GHz | 9x    | 1,30–1,35 V | 110 W | 939    |            | OSA165DAA6CD |
| 165HE        | E6       | 1,8 GHz  | 1,0 GHz | 9x    | 1,15–1,20 V | 55 W  | 940    |            | OSK165FAA6CA |
| 170          | E6       | 2,0 GHz  | 1,0 GHz | 10x   | 1,30–1,35 V | 110 W | 939    |            | OSA170DAA6CD |
| 175          | E6       | 2,2 GHz  | 1,0 GHz | 11x   | 1,30–1,35 V | 110 W | 939    |            | OSA175DAA6CD |
| 180          | E6       | 2,4 GHz  | 1,0 GHz | 12x   | 1,30–1,35 V | 110 W | 939    |            | OSA180DAA6CD |
| 185          | E6       | 2,6 GHz  | 1,0 GHz | 13x   | 1,30–1,35 V | 110 W | 939    |            | OSA185DAA6CD |

#### Italy (2yy)
- Für Systeme mit bis zu zwei Prozessoren

| Modellnummer | Revision | Frequenz | HT      | Multi | Vcore       | TDP  | Sockel | Einführung | Teilenummer  |
| ------------ | -------- | -------- | ------- | ----- | ----------- | ---- | ------ | ---------- | ------------ |
| 260HE        | E6       | 1,6 GHz  | 1,0 GHz | 8x    | 1,15–1,20 V | 55 W | 940    |            | OSK260FAA6CB |
| 265          | E6       | 1,8 GHz  | 1,0 GHz | 9x    | 1,30–1,35 V | 95 W | 940    | 21.04.2005 | OSA265FAA6CB |
| 265HE        | E6       | 1,8 GHz  | 1,0 GHz | 9x    | 1,15–1,20 V | 55 W | 940    |            | OSK265FAA6CB |
| 270          | E6       | 2,0 GHz  | 1,0 GHz | 10x   | 1,30–1,35 V | 95 W | 940    | 21.04.2005 | OSA270FAA6CB |
| 270HE        | E6       | 2,0 GHz  | 1,0 GHz | 10x   | 1,15–1,20 V | 55 W | 940    |            | OSK270FAA6CB |
| 275          | E6       | 2,2 GHz  | 1,0 GHz | 11x   | 1,30–1,35 V | 95 W | 940    | 21.04.2005 | OSA275FAA6CB |
| 275HE        | E6       | 2,2 GHz  | 1,0 GHz | 11x   | 1,15–1,20 V | 55 W | 940    |            | OSK275FAA6CB |
| 280          | E6       | 2,4 GHz  | 1,0 GHz | 12x   | 1,30–1,35 V | 95 W | 940    |            | OSA280FAA6CB |
| 285          | E6       | 2,6 GHz  | 1,0 GHz | 13x   | 1,30–1,35 V | 95 W | 940    |            | OSA285FAA6CB |
| 290          | E6       | 2,8 GHz  | 1,0 GHz | 14x   | 1,30–1,35 V | 95 W | 940    |            | OSA290FAA6CB |

#### Egypt (8yy)
- Für Systeme mit bis zu acht Prozessoren

| Modellnummer | Revision | Frequenz | HT      | Multi | Vcore       | TDP  | Sockel | Einführung | Teilenummer               |
| ------------ | -------- | -------- | ------- | ----- | ----------- | ---- | ------ | ---------- | ------------------------- |
| 860HE        | E6       | 1,6 GHz  | 1,0 GHz | 8x    | 1,15–1,20 V | 55 W | 940    |            | OSK860FAA6CC              |
| 865          | E1       | 1,8 GHz  | 1,0 GHz | 9x    | 1,30–1,35 V | 95 W | 940    | 21.04.2005 | OSA865FKM6BS              |
| 865          | E6       | 1,8 GHz  | 1,0 GHz | 9x    | 1,30–1,35 V | 95 W | 940    |            | OSA865FAA6CC              |
| 865HE        | E6       | 1,8 GHz  | 1,0 GHz | 9x    | 1,15–1,20 V | 55 W | 940    |            | OSK865FAA6CC              |
| 870          | E1       | 2,0 GHz  | 1,0 GHz | 10x   | 1,30–1,35 V | 95 W | 940    | 21.04.2005 | OSA870FKM6BS              |
| 870          | E6       | 2,0 GHz  | 1,0 GHz | 10x   | 1,30–1,35 V | 95 W | 940    |            | OSA870FAA6CC              |
| 870HE        | E6       | 2,0 GHz  | 1,0 GHz | 10x   | 1,15–1,20 V | 55 W | 940    |            | OSK870FAA6CC              |
| 875          | E1       | 2,2 GHz  | 1,0 GHz | 11x   | 1,30–1,35 V | 95 W | 940    | 21.04.2005 | OSA875FKA6BS OSA875FKM6BS |
| 875          | E6       | 2,2 GHz  | 1,0 GHz | 11x   | 1,30–1,35 V | 95 W | 940    |            | OSA875FAA6CC              |
| 875HE        | E6       | 2,2 GHz  | 1,0 GHz | 11x   | 1,15–1,20 V | 55 W | 940    |            | OSK875FAA6CC              |
| 880          | E6       | 2,4 GHz  | 1,0 GHz | 12x   | 1,30–1,35 V | 95 W | 940    |            | OSA880FAA6CC              |
| 885          | E6       | 2,6 GHz  | 1,0 GHz | 13x   | 1,30–1,35 V | 95 W | 940    |            | OSA885FAA6CC              |
| 890          | E6       | 2,8 GHz  | 1,0 GHz | 14x   | 1,30–1,35 V | 95 W | 940    |            | OSA890FAA6CC              |

## Opteron der zweiten Generation (Dual-Core)

### Santa Ana und Santa Rosa
Doppelkernprozessor
- Revision: F2, F3
- L1-Cache: je Kern 64 + 64 KB (Daten + Instruktionen), 2-fach assoziativ
- L2-Cache: je Kern 1024 KB mit Prozessortakt, 16-fach assoziativ
- Alle Modelle unterstützen MMX, Extended 3DNow!, SSE, SSE2, SSE3, NX-Bit, SMP, AMD64, OPM und AMD-V
- Integrierte Northbridge mit Speichercontroller: Läuft mit Prozessortakt
- Speicherunterstützung: DDR2-SDRAM bis PC2-6400 (Sockel AM2), Registered DDR2-SDRAM bis PC2-5300R (Sockel F)
- Fertigungstechnik: 90 nm (SOI)
- Die-Größe: 230 mm² bei 227,4 Millionen Transistoren

#### Santa Ana (12yy)
- Für Systeme mit einem Prozessor

| Modellnummer | Revision | Frequenz | HT      | Multi | Vcore         | TDP   | Sockel | Einführung  | Teilenummer   |
| ------------ | -------- | -------- | ------- | ----- | ------------- | ----- | ------ | ----------- | ------------- |
| 1210         | F2       | 1,8 GHz  | 1,0 GHz | 9x    | 1,30–1,35 V   | 103 W | AM2    | 15.08.2006  | OSA1210IAA6CS |
| 1210         | F3       | 1,8 GHz  | 1,0 GHz | 9x    | 1,30–1,35 V   | 103 W | AM2    |             | OSA1210IAA6CZ |
| 1210HE       | F3       | 1,8 GHz  | 1,0 GHz | 9x    | 1,20–1,25 V   | 65 W  | AM2    | 02/2007     | OSO1210IAA6CZ |
| 1212         | F2       | 2,0 GHz  | 1,0 GHz | 10x   | 1,30–1,35 V   | 103 W | AM2    | 15.08.2006  | OSA1212IAA6CS |
| 1212         | F3       | 2,0 GHz  | 1,0 GHz | 10x   | 1,30–1,35 V   | 103 W | AM2    |             | OSA1212IAA6CZ |
| 1212HE       | F3       | 2,0 GHz  | 1,0 GHz | 10x   | 1,20–1,25 V   | 65 W  | AM2    | 02/2007     | OSO1212IAA6CZ |
| 1214         | F2       | 2,2 GHz  | 1,0 GHz | 11x   | 1,30–1,35 V   | 103 W | AM2    | 15.08.2006  | OSA1214IAA6CS |
| 1214         | F3       | 2,2 GHz  | 1,0 GHz | 11x   | 1,30–1,35 V   | 103 W | AM2    |             | OSA1214IAA6CZ |
| 1214HE       | F3       | 2,2 GHz  | 1,0 GHz | 11x   | 1,20–1,25 V   | 65 W  | AM2    | 02/2007     | OSO1214IAA6CZ |
| 1216         | F2       | 2,4 GHz  | 1,0 GHz | 12x   | 1,30–1,35 V   | 103 W | AM2    | 15.08.2006  | OSA1216IAA6CS |
| 1216         | F3       | 2,4 GHz  | 1,0 GHz | 12x   | 1,30–1,35 V   | 103 W | AM2    |             | OSA1216IAA6CZ |
| 1216HE       | F3       | 2,4 GHz  | 1,0 GHz | 12x   | 1,20–1,25 V   | 65 W  | AM2    | 02/2007     | OSO1216IAA6CZ |
| 1218         | F2       | 2,6 GHz  | 1,0 GHz | 13x   | 1,30–1,35 V   | 103 W | AM2    | 15.08.2006  | OSA1218IAA6CS |
| 1218         | F3       | 2,6 GHz  | 1,0 GHz | 13x   | 1,30–1,35 V   | 103 W | AM2    |             | OSA1218IAA6CZ |
| 1218HE       | F3       | 2,6 GHz  | 1,0 GHz | 13x   | 1,20–1,25 V   | 65 W  | AM2    | 02/2007     | OSO1218IAA6CZ |
| 1220SE       | F2       | 2,8 GHz  | 1,0 GHz | 14x   | 1,35 V/1,40 V | 125 W | AM2    | 15.08.2006  | OSX1220IAA6CS |
| 1220SE       | F3       | 2,8 GHz  | 1,0 GHz | 14x   | 1,35–1,40 V   | 125 W | AM2    |             | OSX1220IAA6CZ |
| 1220         | F3       | 2,8 GHz  | 1,0 GHz | 14x   | 1,30–1,35 V   | 103 W | AM2    | 02/2007     | OSA1220IAA6CZ |
| 1222SE       | F3       | 3,0 GHz  | 1,0 GHz | 15x   | 1,35–1,40 V   | 125 W | AM2    | 23.04.2007  | OSX1222IAA6CZ |
| 1222         | F3       | 3,0 GHz  | 1,0 GHz | 15x   | 1,30–1,35 V   | 103 W | AM2    | 5.08.2007   | OSA1222IAA6CZ |
| 1224SE       | F3       | 3,2 GHz  | 1,0 GHz | 16x   | 1,325–1,40 V  | 125 W | AM2    | Anfang 2008 | OSX1224IAA6CZ |

#### Santa Rosa (22yy)
- Für Systeme mit bis zu zwei Prozessoren

| Modellnummer | Revision | Frequenz | HT      | Multi | Vcore         | TDP   | Sockel | Einführung | Teilenummer   |
| ------------ | -------- | -------- | ------- | ----- | ------------- | ----- | ------ | ---------- | ------------- |
| 2210         | F2       | 1,8 GHz  | 1,0 GHz | 9x    | 1,30–1,35 V   | 95 W  | F      | 15.08.2006 | OSA2210GAA6CQ |
| 2210         | F3       | 1,8 GHz  | 1,0 GHz | 9x    | 1,30–1,35 V   | 95 W  | F      |            | OSA2210GAA6CX |
| 2210HE       | F2       | 1,8 GHz  | 1,0 GHz | 9x    | 1,20–1,25 V   | 68 W  | F      | 15.08.2006 | OSP2210GAA6CQ |
| 2210HE       | F3       | 1,8 GHz  | 1,0 GHz | 9x    | 1,20–1,25 V   | 68 W  | F      |            | OSP2210GAA6CX |
| 2212         | F2       | 2,0 GHz  | 1,0 GHz | 10x   | 1,30–1,35 V   | 95 W  | F      | 15.08.2006 | OSA2212GAA6CQ |
| 2212         | F3       | 2,0 GHz  | 1,0 GHz | 10x   | 1,30–1,35 V   | 95 W  | F      |            | OSA2212GAA6CX |
| 2212HE       | F2       | 2,0 GHz  | 1,0 GHz | 10x   | 1,20–1,25 V   | 68 W  | F      | 15.08.2006 | OSP2212GAA6CQ |
| 2212HE       | F3       | 2,0 GHz  | 1,0 GHz | 10x   | 1,20–1,25 V   | 68 W  | F      |            | OSP2212GAA6CX |
| 2214         | F2       | 2,2 GHz  | 1,0 GHz | 11x   | 1,30–1,35 V   | 95 W  | F      | 15.08.2006 | OSA2214GAA6CQ |
| 2214         | F3       | 2,2 GHz  | 1,0 GHz | 11x   | 1,30–1,35 V   | 95 W  | F      |            | OSA2214GAA6CX |
| 2214HE       | F2       | 2,2 GHz  | 1,0 GHz | 11x   | 1,20–1,25 V   | 68 W  | F      | 15.08.2006 | OSP2214GAA6CQ |
| 2214HE       | F3       | 2,2 GHz  | 1,0 GHz | 11x   | 1,20–1,25 V   | 68 W  | F      |            | OSP2214GAA6CX |
| 2216         | F2       | 2,4 GHz  | 1,0 GHz | 12x   | 1,30–1,35 V   | 95 W  | F      | 15.08.2006 | OSA2216GAA6CQ |
| 2216         | F3       | 2,4 GHz  | 1,0 GHz | 12x   | 1,30–1,35 V   | 95 W  | F      |            | OSA2216GAA6CX |
| 2216HE       | F2       | 2,4 GHz  | 1,0 GHz | 12x   | 1,20–1,25 V   | 68 W  | F      | 15.08.2006 | OSP2216GAA6CQ |
| 2216HE       | F3       | 2,4 GHz  | 1,0 GHz | 12x   | 1,20–1,25 V   | 68 W  | F      |            | OSP2216GAA6CX |
| 2218         | F2       | 2,6 GHz  | 1,0 GHz | 13x   | 1,30–1,35 V   | 95 W  | F      | 15.08.2006 | OSA2218GAA6CQ |
| 2218         | F3       | 2,6 GHz  | 1,0 GHz | 13x   | 1,30–1,35 V   | 95 W  | F      |            | OSA2218GAA6CX |
| 2218HE       | F3       | 2,6 GHz  | 1,0 GHz | 13x   | 1,20–1,25 V   | 68 W  | F      | 02/2007    | OSP2218GAA6CX |
| 2220SE       | F2       | 2,8 GHz  | 1,0 GHz | 14x   | 1,325–1,375 V | 119 W | F      | 15.08.2006 | OSY2220GAA6CQ |
| 2220SE       | F3       | 2,8 GHz  | 1,0 GHz | 14x   | 1,325–1,375 V | 119 W | F      |            | OSY2220GAA6CX |
| 2220         | F3       | 2,8 GHz  | 1,0 GHz | 14x   | 1,30–1,35 V   | 95 W  | F      | 02/2007    | OSA2220GAA6CX |
| 2222SE       | F3       | 3,0 GHz  | 1,0 GHz | 15x   | 1,325–1,375 V | 119 W | F      | 23.04.2007 | OSY2222GAA6CX |
| 2222         | F3       | 3,0 GHz  | 1,0 GHz | 15x   | 1,30–1,35 V   | 95 W  | F      | 05.08.2007 | OSA2222GAA6CX |
| 2224SE       | F3       | 3,2 GHz  | 1,0 GHz | 16x   | 1,325–1,40 V  | 119 W | F      | 05.08.2007 | OSY2224GAA6CX |

#### Santa Rosa (82yy)
- Für Systeme mit bis zu acht Prozessoren

| Modellnummer | Revision | Frequenz | HT      | Multi | Vcore         | TDP   | Sockel | Einführung | Teilenummer   |
| ------------ | -------- | -------- | ------- | ----- | ------------- | ----- | ------ | ---------- | ------------- |
| 8212         | F2       | 2,0 GHz  | 1,0 GHz | 10x   | 1,30–1,35 V   | 95 W  | F      | 15.08.2006 | OSA8212GAA6CR |
| 8212         | F3       | 2,0 GHz  | 1,0 GHz | 10x   | 1,30–1,35 V   | 95 W  | F      |            | OSA8212GAA6CY |
| 8212HE       | F2       | 2,0 GHz  | 1,0 GHz | 10x   | 1,20–1,25 V   | 68 W  | F      | 15.08.2006 | OSP8212GAA6CR |
| 8212HE       | F3       | 2,0 GHz  | 1,0 GHz | 10x   | 1,20–1,25 V   | 68 W  | F      |            | OSP8212GAA6CY |
| 8214         | F2       | 2,2 GHz  | 1,0 GHz | 11x   | 1,30–1,35 V   | 95 W  | F      | 15.08.2006 | OSA8214GAA6CR |
| 8214         | F3       | 2,2 GHz  | 1,0 GHz | 11x   | 1,30–1,35 V   | 95 W  | F      |            | OSA8214GAA6CY |
| 8214HE       | F2       | 2,2 GHz  | 1,0 GHz | 11x   | 1,20–1,25 V   | 68 W  | F      | 15.08.2006 | OSP8214GAA6CR |
| 8214HE       | F3       | 2,2 GHz  | 1,0 GHz | 11x   | 1,20–1,25 V   | 68 W  | F      |            | OSP8214GAA6CY |
| 8216         | F2       | 2,4 GHz  | 1,0 GHz | 12x   | 1,30–1,35 V   | 95 W  | F      | 15.08.2006 | OSA8216GAA6CR |
| 8216         | F3       | 2,4 GHz  | 1,0 GHz | 12x   | 1,30–1,35 V   | 95 W  | F      |            | OSA8216GAA6CY |
| 8216HE       | F2       | 2,4 GHz  | 1,0 GHz | 12x   | 1,20–1,25 V   | 68 W  | F      | 15.08.2006 | OSP8216GAA6CR |
| 8216HE       | F3       | 2,4 GHz  | 1,0 GHz | 12x   | 1,20–1,25 V   | 68 W  | F      |            | OSP8216GAA6CY |
| 8218         | F2       | 2,6 GHz  | 1,0 GHz | 13x   | 1,30–1,35 V   | 95 W  | F      | 15.08.2006 | OSA8218GAA6CR |
| 8218         | F3       | 2,6 GHz  | 1,0 GHz | 13x   | 1,30–1,35 V   | 95 W  | F      |            | OSA8218GAA6CY |
| 8218HE       | F3       | 2,6 GHz  | 1,0 GHz | 13x   | 1,20–1,25 V   | 68 W  | F      | 02/2007    | OSP8218GAA6CY |
| 8220SE       | F2       | 2,8 GHz  | 1,0 GHz | 14x   | 1,325–1,375 V | 120 W | F      | 15.08.2006 | OSY8220GAA6CR |
| 8220SE       | F3       | 2,8 GHz  | 1,0 GHz | 14x   | 1,325–1,375 V | 119 W | F      |            | OSY8220GAA6CY |
| 8220         | F3       | 2,8 GHz  | 1,0 GHz | 14x   | 1,30–1,35 V   | 95 W  | F      | 02/2007    | OSA8220GAA6CY |
| 8222SE       | F3       | 3,0 GHz  | 1,0 GHz | 15x   | 1,325–1,375 V | 119 W | F      | 23.04.2007 | OSY8222GAA6CY |
| 8222         | F3       | 3,0 GHz  | 1,0 GHz | 15x   | 1,30–1,35 V   | 95 W  | F      | 05.08.2007 | OSA8222GAA6CY |
| 8224SE       | F3       | 3,2 GHz  | 1,0 GHz | 16x   | 1,325–1,40 V  | 119 W | F      | 05.08.2007 | OSY8224GAA6CY |

## Opteron der dritten Generation (Quad-Core)

### Budapest und Barcelona
Vierkernprozessor (Quad-Core)
- Revision B1, B2, BA, B3
- L1-Cache: je Kern 64 + 64 KB (Daten + Instruktionen), 2-fach assoziativ
- L2-Cache: je Kern 512 KB mit Prozessortakt, 16-fach assoziativ
- L3-Cache: 2.048 KB mit Northbridge-Takt, 32-fach assoziativ
- MMX, Extended 3DNow!, SSE, SSE2, SSE3, SSE4a, AMD64, OPM, NX-Bit, SMP und AMD-V
- Integrierte Northbridge mit Speichercontroller: 1,6 GHz bis 2,0 GHz
- Speicherunterstützung: DDR2-SDRAM bis PC2-6400 (Sockel AM2+), Registered DDR2-SDRAM bis PC2-5300R (Sockel F)
- Fertigungstechnik: 65 nm (SOI)
- Die-Größe: 285 mm² bei 463 Millionen Transistoren

#### Budapest (13yy)
- Für Systeme mit einem Prozessor

| Modellnummer | Revision | Frequenz | NB      | HT      | Multi | Vcore       | ACP  | TDP   | Sockel | Einführung | Teilenummer   |
| ------------ | -------- | -------- | ------- | ------- | ----- | ----------- | ---- | ----- | ------ | ---------- | ------------- |
| 1352         | B2       | 2,1 GHz  | 1,8 GHz | 1,8 GHz | 10,5x | 1,15–1,25 V | 75 W | 115 W | AM2+   |            | OS1352WBJ4BGD |
| 1352         | B3       | 2,1 GHz  | 1,8 GHz | 2,0 GHz | 10,5x | 1,15–1,25 V | 75 W | 115 W | AM2+   | 03.06.2008 | OS1352WBJ4BGH |
| 1354         | B2       | 2,2 GHz  | 1,8 GHz | 1,8 GHz | 11x   | 1,10–1,20 V | 75 W | 95 W  | AM2+   |            | OS1354WEJ4BGD |
| 1354         | B2       | 2,2 GHz  | 1,8 GHz | 1,8 GHz | 11x   | 1,15–1,25 V | 75 W | 115 W | AM2+   |            | OS1354WBJ4BGD |
| 1354         | B3       | 2,2 GHz  | 2,0 GHz | 2,0 GHz | 11x   | 1,15–1,25 V | 75 W | 115 W | AM2+   | 03.06.2008 | OS1354WBJ4BGH |
| 1356         | B3       | 2,3 GHz  | 2,0 GHz | 2,0 GHz | 11,5x | 1,15–1,25 V | 75 W | 115 W | AM2+   | 03.06.2008 | OS1356WBJ4BGH |

#### Barcelona (23yy)
- Für Systeme mit bis zu zwei Prozessoren

| Modellnummer | Revision | Frequenz | NB      | HT      | Multi | Vcore         | ACP   | TDP   | Sockel | Einführung | Teilenummer   |
| ------------ | -------- | -------- | ------- | ------- | ----- | ------------- | ----- | ----- | ------ | ---------- | ------------- |
| 2344 HE      | B1       | 1,7 GHz  | 1,4 GHz | 1,0 GHz | 8,5x  | 1,10–1,15 V   | 55 W  | 79 W  | F      |            | OS2344PAL4BGC |
| 2344 HE      | BA       | 1,7 GHz  | 1,4 GHz | 1,0 GHz | 8,5x  | 1,10–1,15 V   | 55 W  | 79 W  | F      | 10.09.2007 | OS2344PAL4BGE |
| 2344 HE      | B3       | 1,7 GHz  | 1,6 GHz | 1,0 GHz | 8,5x  | 1,075–1,125 V | 55 W  | 79 W  | F      | 13.05.2008 | OS2344PAL4BGH |
| 2346 HE      | B1       | 1,8 GHz  | 1,6 GHz | 1,0 GHz | 9x    | 1,10–1,15 V   | 55 W  | 79 W  | F      |            | OS2346PAL4BGC |
| 2346 HE      | B2       | 1,8 GHz  | 1,6 GHz | 1,0 GHz | 9x    | 1,075–1,125 V | 55 W  | 79 W  | F      |            | OS2346PAL4BGD |
| 2346 HE      | BA       | 1,8 GHz  | 1,6 GHz | 1,0 GHz | 9x    | 1,10–1,15 V   | 55 W  | 79 W  | F      | 10.09.2007 | OS2346PAL4BGE |
| 2346 HE      | B3       | 1,8 GHz  | 1,6 GHz | 1,0 GHz | 9x    | 1,075–1,125 V | 55 W  | 79 W  | F      | 13.05.2008 | OS2346PAL4BGH |
| 2347         | B1       | 1,9 GHz  | 1,6 GHz | 1,0 GHz | 9,5x  | 1,10–1,20 V   | 75 W  | 115 W | F      |            | OS2347WAL4BGC |
| 2347         | BA       | 1,9 GHz  | 1,6 GHz | 1,0 GHz | 9,5x  | 1,10–1,20 V   | 75 W  | 95 W  | F      | 10.09.2007 | OS2347WAL4BGE |
| 2347 HE      | B1       | 1,9 GHz  | 1,6 GHz | 1,0 GHz | 9x    | 1,10–1,15 V   | 55 W  | 79 W  | F      |            | OS2347PAL4BGC |
| 2347 HE      | B2       | 1,9 GHz  | 1,6 GHz | 1,0 GHz | 9,5x  | 1,075–1,125 V | 55 W  | 79 W  | F      | 10.09.2007 | OS2347PAL4BGD |
| 2347 HE      | BA       | 1,9 GHz  | 1,6 GHz | 1,0 GHz | 9,5x  | 1,10–1,15 V   | 55 W  | 79 W  | F      | 10.09.2007 | OS2347PAL4BGE |
| 2347 HE      | B3       | 1,9 GHz  | 1,6 GHz | 1,0 GHz | 9,5x  | 1,075–1,125 V | 55 W  | 79 W  | F      | 13.05.2008 | OS2347PAL4BGH |
| 2350         | B1       | 2,0 GHz  | 1,8 GHz | 1,0 GHz | 10x   | 1,10–1,20 V   | 75 W  | 115 W | F      |            | OS2350WAL4BGC |
| 2350         | B2       | 2,0 GHz  | 1,8 GHz | 1,0 GHz | 10x   | 1,15–1,25 V   | 75 W  | 115 W | F      |            | OS2350WAL4BGD |
| 2350         | BA       | 2,0 GHz  | 1,8 GHz | 1,0 GHz | 10x   | 1,10–1,20 V   | 75 W  | 95 W  | F      | 10.09.2007 | OS2350WAL4BGE |
| 2350         | B3       | 2,0 GHz  | 1,8 GHz | 1,0 GHz | 10x   | 1,15–1,25 V   | 75 W  | 115 W | F      | 09.04.2008 | OS2350WAL4BGH |
| 2350 HE      | B3       | 2,0 GHz  | 1,8 GHz | 1,0 GHz | 10x   | 1,075–1,125 V | 55 W  | 79 W  | F      | 10/2008    | OS2350PAL4BGH |
| 2352         | B2       | 2,1 GHz  | 1,8 GHz | 1,0 GHz | 10,5x | 1,15–1,25 V   | 75 W  | 115 W | F      |            | OS2352WAL4BGD |
| 2352         | B3       | 2,1 GHz  | 1,8 GHz | 1,0 GHz | 10,5x | 1,15–1,25 V   | 75 W  | 115 W | F      | 09.04.2008 | OS2352WAL4BGH |
| 2354         | B2       | 2,2 GHz  | 1,8 GHz | 1,0 GHz | 11x   | 1,15–1,25 V   | 75 W  | 115 W | F      |            | OS2354WAL4BGD |
| 2354         | B3       | 2,2 GHz  | 1,8 GHz | 1,0 GHz | 11x   | 1,15–1,25 V   | 75 W  | 115 W | F      | 09.04.2008 | OS2354WAL4BGH |
| 2356         | B2       | 2,3 GHz  | 2,0 GHz | 1,0 GHz | 11,5x | 1,15–1,25 V   | 75 W  | 115 W | F      |            | OS2356WAL4BGD |
| 2356         | B3       | 2,3 GHz  | 2,0 GHz | 1,0 GHz | 11,5x | 1,15–1,25 V   | 75 W  | 115 W | F      | 09.04.2008 | OS2356WAL4BGH |
| 2358 SE      | B2       | 2,4 GHz  | 2,0 GHz | 1,0 GHz | 12x   | 1,20–1,25 V   | 105 W | 137 W | F      |            | OS2358YAL4BGD |
| 2358 SE      | B3       | 2,4 GHz  | 2,0 GHz | 1,0 GHz | 12x   | 1,20–1,25 V   | 105 W | 137 W | F      | 06/2008    | OS2358YAL4BGH |
| 2360 SE      | B2       | 2,5 GHz  | 2,0 GHz | 1,0 GHz | 12,5x | 1,20–1,25 V   | 105 W | 137 W | F      |            | OS2360YAL4BGD |
| 2360 SE      | B3       | 2,5 GHz  | 2,0 GHz | 1,0 GHz | 12,5x | 1,20–1,25 V   | 105 W | 137 W | F      | 06/2008    | OS2360YAL4BGH |

#### Barcelona (83yy)
- Für Systeme mit bis zu acht Prozessoren

| Modellnummer | Revision | Frequenz | NB      | HT      | Multi | Vcore       | ACP   | TDP   | Sockel | Einführung | Teilenummer   |
| ------------ | -------- | -------- | ------- | ------- | ----- | ----------- | ----- | ----- | ------ | ---------- | ------------- |
| 8346 HE      | B1       | 1,8 GHz  | 1,6 GHz | 1,0 GHz | 9x    | 1,10–1,15 V | 55 W  | 79 W  | F      |            | OS8346PAL4BGC |
| 8346 HE      | BA       | 1,8 GHz  | 1,6 GHz | 1,0 GHz | 9x    | 1,15 V      | 55 W  | 79 W  | F      | 10.09.2007 | OS8346PAL4BGE |
| 8346 HE      | B3       | 1,8 GHz  | 1,6 GHz | 1,0 GHz | 9x    | 1,125 V     | 55 W  | 79 W  | F      | 13.05.2008 | OS8346PAL4BGH |
| 8347         | B1       | 1,9 GHz  | 1,6 GHz | 1,0 GHz | 9,5x  | 1,10–1,15 V | 75 W  | 115 W | F      |            | OS8347WAL4BGC |
| 8347         | BA       | 1,9 GHz  | 1,6 GHz | 1,0 GHz | 9,5x  | 1,20 V      | 75 W  | 95 W  | F      | 10.09.2007 | OS8347WAL4BGE |
| 8347 HE      | B1       | 1,9 GHz  | 1,6 GHz | 1,0 GHz | 9x    | 1,10–1,15 V | 55 W  | 79 W  | F      |            | OS8347PAL4BGC |
| 8347 HE      | BA       | 1,9 GHz  | 1,6 GHz | 1,0 GHz | 9,5x  | 1,15 V      | 55 W  | 79 W  | F      | 10.09.2007 | OS8347PAL4BGE |
| 8347 HE      | B3       | 1,9 GHz  | 1,6 GHz | 1,0 GHz | 9,5x  | ?           | 55 W  | 79 W  | F      |            | OS8347PAL4BGH |
| 8350         | BA       | 2,0 GHz  | 1,8 GHz | 1,0 GHz | 10x   | 1,20 V      | 75 W  | 95 W  | F      | 10.09.2007 | OS8350WAL4BGE |
| 8350         | B3       | 2,0 GHz  | 1,8 GHz | 1,0 GHz | 10x   | ?           | 75 W  | 115 W | F      | 09.04.2008 | OS8354WAL4BGH |
| 8350 HE      | B3       | 2,0 GHz  | 1,8 GHz | 1,0 GHz | 10x   | 1,25 V      | 55 W  | 79 W  | F      | 10/2008    | OS8350PAL4BGH |
| 8354         | B3       | 2,2 GHz  | 1,8 GHz | 1,0 GHz | 11x   | ?           | 75 W  | 115 W | F      | 09.04.2008 | OS8354WAL4BGH |
| 8356         | B3       | 2,3 GHz  | 2,0 GHz | 1,0 GHz | 11,5x | ?           | 75 W  | 115 W | F      | 09.04.2008 | OS8356WAL4BGH |
| 8358 SE      | B3       | 2,4 GHz  | 2,0 GHz | 1,0 GHz | 12x   | ?           | 105 W | 137 W | F      | 06/2008    | OS8358YAL4BGH |
| 8360 SE      | B3       | 2,5 GHz  | 2,0 GHz | 1,0 GHz | 12,5x | ?           | 105 W | 137 W | F      | 06/2008    | OS8360YAL4BGH |

### Suzuka und Shanghai
Vierkernprozessor (Quad-Core)
- Revision: C2
- L1-Cache: je Kern 64 + 64 KB (Daten + Instruktionen), 2-fach assoziativ
- L2-Cache: je Kern 512 KB mit Prozessortakt, 16-fach assoziativ
- L3-Cache: 6.144 KB mit Northbridge-Takt, 48-fach assoziativ
- MMX, Extended 3DNow!, SSE, SSE2, SSE3, SSE4a, AMD64, OPM, NX-Bit, SMP und AMD-V
- Integrierte Northbridge mit Speichercontroller Sockel F: 2,0 GHz (bis Modellnummer x380), 2,2 GHz (ab x382)
- Integrierte Northbridge mit Speichercontroller Sockel AM3: 2,2 GHz
- Speicherunterstützung: Registered DDR2-SDRAM bis PC2-6400R (Sockel F), DDR3-SDRAM bis PC3-8500 (Sockel AM3)
- Fertigungstechnik: 45 nm (SOI)
- Die-Größe: 258 mm² bei 758 Millionen Transistoren

#### Suzuka (13yy)
- Für Systeme mit einem Prozessor

| Modellnummer | Revision | Frequenz | NB      | HT      | Multi | Vcore        | ACP  | TDP   | Sockel | Einführung | Teilenummer   |
| ------------ | -------- | -------- | ------- | ------- | ----- | ------------ | ---- | ----- | ------ | ---------- | ------------- |
| 1381         | C2       | 2,5 GHz  | 2,2 GHz | 2,2 GHz | 12,5x | 1,15–1,325 V | 75 W | 115 W | AM3    | 06/2009    | OS1381WGK4DGI |
| 1385         | C2       | 2,7 GHz  | 2,2 GHz | 2,2 GHz | 13,5x | 1,15–1,325 V | 75 W | 115 W | AM3    | 06/2009    | OS1385WGK4DGI |
| 1389         | C2       | 2,9 GHz  | 2,2 GHz | 2,2 GHz | 14,5x | 1,15–1,325 V | 75 W | 115 W | AM3    | 06/2009    | OS1389WGK4DGI |

#### Shanghai (23yy)
- Für Systeme mit bis zu zwei Prozessoren

| Modellnummer | Revision | Frequenz | NB      | HT      | Multi | Vcore   | ACP   | TDP   | Sockel | Einführung | Teilenummer   |
| ------------ | -------- | -------- | ------- | ------- | ----- | ------- | ----- | ----- | ------ | ---------- | ------------- |
| 2372 HE      | C2       | 2,1 GHz  | 2,0 GHz | 1,0 GHz | 10,5x | 1,2 V   | 55 W  | 79 W  | Fr2    | 26.01.2009 | OS2372PAL4DGI |
| 2373 EE      | C2       | 2,1 GHz  | 2,0 GHz | 2,0 GHz | 10,5x | 1,1 V   | 40 W  | 60 W  | Fr5    |            | OS2373NAP4DGI |
| 2374 HE      | C2       | 2,2 GHz  | 2,0 GHz | 1,0 GHz | 11,0x | 1,2 V   | 55 W  | 79 W  | Fr2    | 26.01.2009 | OS2374PAL4DGI |
| 2376         | C2       | 2,3 GHz  | 2,0 GHz | 1,0 GHz | 11,5x | 1,35 V  | 75 W  | 115 W | Fr2    | 12.11.2008 | OS2376WAL4DGI |
| 2376 HE      | C2       | 2,3 GHz  | 2,0 GHz | 1,0 GHz | 11,5x | 1,2 V   | 55 W  | 79 W  | Fr2    | 26.01.2009 | OS2376PAL4DGI |
| 2377 EE      | C2       | 2,3 GHz  | 2,0 GHz | 2,0 GHz | 11,5x | 1,1 V   | 40 W  | 60 W  | Fr5    |            | OS2377NAP4DGI |
| 2378         | C2       | 2,4 GHz  | 2,0 GHz | 1,0 GHz | 12x   | 1,35 V  | 75 W  | 115 W | Fr2    | 12.11.2008 | OS2378WAL4DGI |
| 2379 HE      | C2       | 2,4 GHz  | 2,0 GHz | 2,0 GHz | 12x   | 1,325 V | 55 W  | 79 W  | Fr5    |            | OS2379PCP4DGI |
| 2380         | C2       | 2,5 GHz  | 2,0 GHz | 1,0 GHz | 12,5x | 1,35 V  | 75 W  | 115 W | Fr2    | 12.11.2008 | OS2380WAL4DGI |
| 2381 HE      | C2       | 2,5 GHz  | 2,0 GHz | 2,0 GHz | 12,5x | 1,325 V | 55 W  | 79 W  | Fr5    |            | OS2381PCP4DGI |
| 2382         | C2       | 2,6 GHz  | 2,2 GHz | 1,0 GHz | 13x   | 1,35 V  | 75 W  | 115 W | Fr2    | 12.11.2008 | OS2382WAL4DGI |
| 2384         | C2       | 2,7 GHz  | 2,2 GHz | 1,0 GHz | 13,5x | 1,35 V  | 75 W  | 115 W | Fr2    | 12.11.2008 | OS2384WAL4DGI |
| 2386 SE      | C2       | 2,8 GHz  | 2,2 GHz | 1,0 GHz | 14x   | 1,325 V | 105 W | 137 W | Fr2    | 26.01.2009 | OS2386YAL4DGI |
| 2387         | C2       | 2,8 GHz  | 2,2 GHz | 2,2 GHz | 14x   | 1,325 V | 75 W  | 115 W | Fr5    |            | OS2387WHP4DGI |
| 2389         | C2       | 2,9 GHz  | 2,2 GHz | 2,2 GHz | 14,5x | 1,325 V | 75 W  | 115 W | Fr5    |            | OS2389WHP4DGI |
| 2393 SE      | C2       | 3,1 GHz  | 2,2 GHz | 2,2 GHz | 15,5x | 1,325 V | 105 W | 137 W | Fr5    |            | OS2393YCP4DGI |

#### Shanghai (83yy)
- Für Systeme mit bis zu acht Prozessoren

| Modellnummer | Revision | Frequenz | NB      | HT      | Multi | Vcore   | ACP   | TDP   | Sockel | Einführung | Teilenummer   |
| ------------ | -------- | -------- | ------- | ------- | ----- | ------- | ----- | ----- | ------ | ---------- | ------------- |
| 8374 HE      | C2       | 2,2 GHz  | 2,0 GHz | 1,0 GHz | 11x   | 1,2 V   | 55 W  | 79 W  | Fr2    | 26.01.2009 | OS8374PAL4DGI |
| 8376 HE      | C2       | 2,3 GHz  | 2,0 GHz | 1,0 GHz | 11,5x | 1,2 V   | 55 W  | 79 W  | Fr2    | 26.01.2009 | OS8376PAL4DGI |
| 8378         | C2       | 2,4 GHz  | 2,0 GHz | 1,0 GHz | 12x   | 1,35 V  | 75 W  | 115 W | Fr2    | 20.11.2008 | OS8378WAL4DGI |
| 8379 HE      | C2       | 2,4 GHz  | 2,0 GHz | 2,0 GHz | 12x   | 1,325 V | 55 W  | 79 W  | Fr5    |            | OS8379PCP4DGI |
| 8380         | C2       | 2,5 GHz  | 2,0 GHz | 1,0 GHz | 12,5x | 1,35 V  | 75 W  | 115 W | Fr2    | 12.11.2008 | OS8380WAL4DGI |
| 8381 HE      | C2       | 2,5 GHz  | 2,0 GHz | 2,0 GHz | 12,5x | 1,325 V | 55 W  | 79 W  | Fr5    |            | OS8381PCP4DGI |
| 8382         | C2       | 2,6 GHz  | 2,2 GHz | 1,0 GHz | 13x   | 1,35 V  | 75 W  | 115 W | Fr2    | 12.11.2008 | OS8382WAL4DGI |
| 8384         | C2       | 2,7 GHz  | 2,2 GHz | 1,0 GHz | 13,5x | 1,35 V  | 75 W  | 115 W | Fr2    | 12.11.2008 | OS8384WAL4DGI |
| 8386 SE      | C2       | 2,8 GHz  | 2,2 GHz | 1,0 GHz | 14x   | 1,325 V | 105 W | 137 W | Fr2    | 26.01.2009 | OS8386YAL4DGI |
| 8387         | C2       | 2,8 GHz  | 2,2 GHz | 2,2 GHz | 14x   | 1,325 V | 75 W  | 115 W | Fr5    |            | OS8387WHP4DGI |
| 8389         | C2       | 2,9 GHz  | 2,2 GHz | 2,2 GHz | 14,5x | 1,325 V | 75 W  | 115 W | Fr5    |            | OS8389WHP4DGI |
| 8393 SE      | C2       | 3,1 GHz  | 2,2 GHz | 2,2 GHz | 15,5x | 1,325 V | 105 W | 137 W | Fr5    |            | OS8393YCP4DGI |

## Opteron der vierten Generation (Hexa-Core)

### Istanbul
Sechskernprozessor (Hexa-Core)
- Revision: D0
- L1-Cache: je Kern 64 + 64 KB (Daten + Instruktionen)
- L2-Cache: je Kern 512 KB mit Prozessortakt
- L3-Cache: 6.144 KB mit Northbridge-Takt
- MMX, Extended 3DNow!, SSE, SSE2, SSE3, SSE4a, AMD64, OPM, NX-Bit, SMP und AMD-V
- Integrierte Northbridge mit Speichercontroller: 2,2 GHz
- Speicherunterstützung: Registered DDR2-SDRAM bis PC2-6400R (Sockel F)
- Fertigungstechnik: 45 nm (SOI)
- Die-Größe: 346 mm² bei 904 Millionen Transistoren

#### Istanbul (24yy)
- Für Systeme mit bis zu zwei Prozessoren

| Modellnummer | Revision | Frequenz | NB      | HT      | Multi | Vcore        | ACP   | TDP   | Sockel | Einführung | Teilenummer   |
| ------------ | -------- | -------- | ------- | ------- | ----- | ------------ | ----- | ----- | ------ | ---------- | ------------- |
| 2419EE       | D0       | 1,8 GHz  | 2,0 GHz | 2,4 GHz | 9x    | 0,90–1,125 V | 40 W  | 60 W  | Fr6    | 31.08.2009 | OS2419NBS6DGN |
| 2423HE       | D0       | 2,0 GHz  | 2,2 GHz | 2,4 GHz | 10x   | 0,95–1,20 V  | 55 W  | 79 W  | Fr6    | 13.07.2009 | OS2423PDS6DGN |
| 2425HE       | D0       | 2,1 GHz  | 2,2 GHz | 2,4 GHz | 10,5x | 0,95–1,20 V  | 55 W  | 79 W  | Fr6    | 13.07.2009 | OS2425PDS6DGN |
| 2427         | D0       | 2,2 GHz  | 2,2 GHz | 2,4 GHz | 11x   | 1,025–1,30 V | 75 W  | 115 W | Fr6    | 06/2009    | OS2427WJS6DGN |
| 2431         | D0       | 2,4 GHz  | 2,2 GHz | 2,4 GHz | 12x   | 1,025–1,30 V | 75 W  | 115 W | Fr6    | 06/2009    | OS2431WJS6DGN |
| 2435         | D0       | 2,6 GHz  | 2,2 GHz | 2,4 GHz | 13x   | 1,075–1,30 V | 75 W  | 115 W | Fr6    | 06/2009    | OS2435WJS6DGN |
| 2439SE       | D0       | 2,8 GHz  | 2,2 GHz | 2,4 GHz | 14x   | –1,30 V      | 105 W | 137 W | Fr6    | 13.07.2009 | OS2439YDS6DGN |

#### Istanbul (84yy)
- Für Systeme mit bis zu acht Prozessoren

| Modellnummer | Revision | Frequenz | NB      | HT      | Multi | Vcore        | ACP   | TDP   | Sockel | Einführung | Teilenummer   |
| ------------ | -------- | -------- | ------- | ------- | ----- | ------------ | ----- | ----- | ------ | ---------- | ------------- |
| 8425HE       | D0       | 2,1 GHz  | 2,2 GHz | 2,4 GHz | 10,5x | 0,95–1,20 V  | 55 W  | 79 W  | Fr6    | 13.07.2009 | OS8425PDS6DGN |
| 8431         | D0       | 2,4 GHz  | 2,2 GHz | 2,4 GHz | 12x   | 1,025–1,30 V | 75 W  | 115 W | Fr6    | 06/2009    | OS8431WJS6DGN |
| 8435         | D0       | 2,6 GHz  | 2,2 GHz | 2,4 GHz | 13x   | 1,075–1,30 V | 75 W  | 115 W | Fr6    | 06/2009    | OS8435WJS6DGN |
| 8439SE       | D0       | 2,8 GHz  | 2,2 GHz | 2,4 GHz | 14x   | –1,30 V      | 105 W | 137 W | Fr6    | 13.07.2009 | OS8439YDS6DGN |

## Opteron der fünften Generation (Quad- oder Hexa- bzw. Octo- oder Dodeka-Core)

### Lisbon (41yy)
Nativer Sechskernprozessor Istanbul für neuen Sockel (Hexa-Core), einzelne Modelle mit nur vier aktiven Kernen (Quad-Core).
- Revisionen: D0, D1
- L1-Cache: je Kern 64 + 64 KB (Daten + Instruktionen)
- L2-Cache: je Kern 512 KB mit Prozessortakt
- L3-Cache: 6 MB mit Northbridge-Takt (bei aktivem Snoop-Filter (HT Assist) nur 5 MB nutzbar)
- MMX, Extended 3DNow!, SSE, SSE2, SSE3, SSE4a, AMD64, NX-Bit, SMP, OPM und AMD-V
- Speicherunterstützung: DDR3-SDRAM bis PC3-10667, zwei Speicherkanäle pro Prozessorsockel

| Modellnummer | Revision | Kerne | Frequenz | NB      | HT      | Multi | Vcore           | ACP  | TDP  | Sockel | Einführung | Teilenummer   |
| ------------ | -------- | ----- | -------- | ------- | ------- | ----- | --------------- | ---- | ---- | ------ | ---------- | ------------- |
| 4122         | D0       | 4     | 2,2 GHz  | 2,2 GHz | 3,2 GHz | 11x   | 1,1625–1,3125 V | 75 W | 95 W | C32    | ~05.2010   | OS4122WLU4DGN |
| 4130         | D0       | 4     | 2,6 GHz  | 2,2 GHz | 3,2 GHz | 13x   | 1,1625–1,3125 V | 75 W | 95 W | C32    | ~05.2010   | OS4130WLU4DGN |
| 4162EE       | D1       | 6     | 1,7 GHz  | 2,2 GHz | 3,2 GHz | 8,5x  | 0,7625–0,9625 V | 32 W | 35 W | C32    | ~05.2010   | OS4162HJU6DGO |
| 4164EE       | D1       | 6     | 1,8 GHz  | 2,2 GHz | 3,2 GHz | 9x    | 0,7625–0,9625 V | 32 W | 35 W | C32    | ~05.2010   | OS4164HJU6DGO |
| 4170HE       | D1       | 6     | 2,1 GHz  | 2,2 GHz | 3,2 GHz | 10,5x | 0,9125–1,1875 V | 50 W | 65 W | C32    | ~05.2010   | OS4170OFU6DGO |
| 4174HE       | D1       | 6     | 2,3 GHz  | 2,2 GHz | 3,2 GHz | 11,5x | 0,9125–1,1875 V | 50 W | 65 W | C32    | ~05.2010   | OS4174OFU6DGO |
| 4176HE       | D1       | 6     | 2,4 GHz  | 2,2 GHz | 3,2 GHz | 12x   | 0,9125–1,1875 V | 50 W | 65 W | C32    | ~05.2010   | OS4176OFU6DGO |
| 4180         | D1       | 6     | 2,6 GHz  | 2,2 GHz | 3,2 GHz | 13x   | 1,125–1,35 V    | 75 W | 95 W | C32    | ~05.2010   | OS4180WLU6DGO |
| 4184         | D1       | 6     | 2,8 GHz  | 2,2 GHz | 3,2 GHz | 14x   | 1,125–1,35 V    | 75 W | 95 W | C32    | ~05.2010   | OS4184WLU6DGO |

### Magny-Cours (61yy)
Zwölfkernprozessor (Dodeka-Core), einzelne Modelle mit nur acht aktiven Kernen (Octo-Core).
- Zwei native Sechskernprozessoren Lisbon auf einem Multi-Chip-Modul, vier Speicherkanäle pro Prozessorsockel.[4][5][6]

| Modellnummer | Revision | Kerne | Frequenz | NB      | HT      | Multi | Vcore         | ACP   | TDP   | Sockel | Einführung | Teilenummer   |
| ------------ | -------- | ----- | -------- | ------- | ------- | ----- | ------------- | ----- | ----- | ------ | ---------- | ------------- |
| 6124HE       | D1       | 8     | 1,8 GHz  | 1,8 GHz | 3,2 GHz | 9x    | 0,8875–1,20 V | 65 W  | 85 W  | G34    | 29.03.2010 | OS6124VAT8EGO |
| 6128HE       | D1       | 8     | 2,0 GHz  | 1,8 GHz | 3,2 GHz | 10x   | 0,90–1,20 V   | 65 W  | 85 W  | G34    | 29.03.2010 | OS6128VAT8EGO |
| 6132HE       | D1       | 8     | 2,2 GHz  | 1,8 GHz | 3,2 GHz | 11x   | 0,90–1,20 V   | 65 W  | 85 W  | G34    | 14.02.2011 | OS6132VAT8EGO |
| 6128         | D1       | 8     | 2,0 GHz  | 1,8 GHz | 3,2 GHz | 10x   | 1,00–1,30 V   | 80 W  | 115 W | G34    | 29.03.2010 | OS6128WKT8EGO |
| 6134         | D1       | 8     | 2,3 GHz  | 1,8 GHz | 3,2 GHz | 11,5x | 1,0375–1,30 V | 80 W  | 115 W | G34    | 29.03.2010 | OS6134WKT8EGO |
| 6136         | D1       | 8     | 2,4 GHz  | 1,8 GHz | 3,2 GHz | 12x   | 1,0375–1,30 V | 80 W  | 115 W | G34    | 29.03.2010 | OS6136WKT8EGO |
| 6140         | D1       | 8     | 2,6 GHz  | 1,8 GHz | 3,2 GHz | 13x   | 1,0375–1,30 V | 80 W  | 115 W | G34    | 14.02.2011 | OS6140WKT8EGO |
| 6164HE       | D1       | 12    | 1,7 GHz  | 1,8 GHz | 3,2 GHz | 8,5x  | 0,85–1,075 V  | 65 W  | 85 W  | G34    | 29.03.2010 | OS6164VATCEGO |
| 6166HE       | D1       | 12    | 1,8 GHz  | 1,8 GHz | 3,2 GHz | 9x    | 0,85–1,075 V  | 65 W  | 85 W  | G34    | 14.02.2011 | OS6166VATCEGO |
| 6168         | D1       | 12    | 1,9 GHz  | 1,8 GHz | 3,2 GHz | 9,5x  | 1,00–1,1875 V | 80 W  | 115 W | G34    | 29.03.2010 | OS6168WKTCEGO |
| 6172         | D1       | 12    | 2,1 GHz  | 1,8 GHz | 3,2 GHz | 10,5x | 1,00–1,1875 V | 80 W  | 115 W | G34    | 29.03.2010 | OS6172WKTCEGO |
| 6174         | D1       | 12    | 2,2 GHz  | 1,8 GHz | 3,2 GHz | 11x   | 1,00–1,1875 V | 80 W  | 115 W | G34    | 29.03.2010 | OS6174WKTCEGO |
| 6176         | D1       | 12    | 2,3 GHz  | 1,8 GHz | 3,2 GHz | 11,5x | 1,00–1,1875 V | 80 W  | 115 W | G34    | 14.02.2011 | OS6176WKTCEGO |
| 6176SE       | D1       | 12    | 2,3 GHz  | 1,8 GHz | 3,2 GHz | 11,5x | 1,0375–1,25 V | 105 W | 140 W | G34    | 29.03.2010 | OS6176YETCEGO |
| 6180SE       | D1       | 12    | 2,5 GHz  | 1,8 GHz | 3,2 GHz | 12,5x | 1,0375–1,25 V | 105 W | 140 W | G34    | 14.02.2011 | OS6180YETCEGO |

## Opteron der sechsten Generation (Bulldozer-basiert)

### Zurich (32yy)
ein einzelnes Die mit vier Bulldozer-Modulen im Sockel AM3+, Varianten mit nur zwei aktivierten Modulen
- Revision: B2
- L1-Cache: je Modul 64 KB für Instruktionen (geteilt von 2 Kernen), je Kern 16 KB für Daten
- L2-Cache: je Modul 2048 KB mit Prozessortakt (geteilt von 2 Kernen)
- L3-Cache: 4 MB oder 8 MB mit Northbridge-Takt
- MMX, SSE, SSE2, SSE3, SSSE3, SSE4a, SSE4.1, SSE4.2, CLMUL, AES-NI, AVX, XOP, FMA4, AMD64, NX-Bit, SMP, OPM und AMD-V
- Speicherunterstützung: zwei Speicherkanäle, DDR3-SDRAM bis PC3-12800 (zwei DIMMs pro Kanal) oder PC3-14900 (ein DIMM pro Kanal), Unbuffered ECC Support
- Hypertransport-Ports mit 5,2 GT/s (2600 MHz)

| Modellnummer | Revision | Kerne | L3 Cache | Frequenz   | Frequenz  | Frequenz  | TDP  | Einführung | Teilenummer   |
| Modellnummer | Revision | Kerne | L3 Cache | Basis (P0) | CPB (Pb1) | CPB (Pb0) | TDP  | Einführung | Teilenummer   |
| ------------ | -------- | ----- | -------- | ---------- | --------- | --------- | ---- | ---------- | ------------- |
| 3250         | B2       | 4     | 4 MB     | 2,5 GHz    | 2,8 GHz   | 3,5 GHz   | 45 W | 20.3.2012  | OS3250HOW4MGU |
| 3260         | B2       | 4     | 4 MB     | 2,7 GHz    | 3,0 GHz   | 3,7 GHz   | 45 W | 20.3.2012  | OS3260HOW4MGU |
| 3280         | B2       | 8     | 8 MB     | 2,4 GHz    | 2,7 GHz   | 3,5 GHz   | 65 W | 20.3.2012  | OS3280OLW8KGU |

### Valencia (42yy)
ein einzelnes Die mit vier Bulldozer-Modulen im Sockel C32, einzelne Varianten mit nur drei aktiven Modulen
- Revision: B2
- L1-Cache: je Modul 64 KB für Instruktionen (geteilt von 2 Kernen), je Kern 16 KB für Daten
- L2-Cache: je Modul 2048 KB mit Prozessortakt (geteilt von 2 Kernen)
- L3-Cache: 8 MB mit Northbridge-Takt
- MMX, SSE, SSE2, SSE3, SSSE3, SSE4a, SSE4.1, SSE4.2, CLMUL, AES-NI, AVX, XOP, FMA4, AMD64, NX-Bit, SMP, OPM und AMD-V
- Speicherunterstützung: DDR3-SDRAM bis PC3-12800, zwei Speicherkanäle pro Prozessorsockel
- Hypertransport-Ports mit 6,4 GT/s

| Modellnummer | Revision | Kerne | Frequenz   | Frequenz  | Frequenz  | TDP  | Einführung | Teilenummer   |
| Modellnummer | Revision | Kerne | Basis (P0) | CPB (Pb1) | CPB (Pb0) | TDP  | Einführung | Teilenummer   |
| ------------ | -------- | ----- | ---------- | --------- | --------- | ---- | ---------- | ------------- |
| 4226         | B2       | 6     | 2,7 GHz    | 2,9 GHz   | 3,1 GHz   | 95 W | 11.2011    | OS4226WLU6KGU |
| 4228 HE      | B2       | 6     | 2,8 GHz    | 3,1 GHz   | 3,6 GHz   | 65 W | 11.2011    | OS4228OFU6KGU |
| 4230 HE      | B2       | 6     | 2,9 GHz    | 3,2 GHz   | 3,7 GHz   | 65 W | 4.6.2012   | OS4230OFU6KGU |
| 4234         | B2       | 6     | 3,1 GHz    | 3,3 GHz   | 3,5 GHz   | 95 W | 11.2011    | OS4234WLU6KGU |
| 4238         | B2       | 6     | 3,3 GHz    | 3,5 GHz   | 3,7 GHz   | 95 W | 11.2011    | OS4238WLU6KGU |
| 4240         | B2       | 6     | 3,4 GHz    | 3,6 GHz   | 3,8 GHz   | 95 W | 4.6.2012   | OS4240WLU6KGU |
| 4256 EE      | B2       | 8     | 1,6 GHz    | 1,9 GHz   | 2,8 GHz   | 35 W | 11.2011    | OS4256HJU8KGU |
| 4274 HE      | B2       | 8     | 2,5 GHz    | 2,8 GHz   | 3,5 GHz   | 65 W | 11.2011    | OS4274OFU8KGU |
| 4276 HE      | B2       | 8     | 2,6 GHz    | 2,9 GHz   | 3,6 GHz   | 65 W | 4.6.2012   | OS4276OFU8KGU |
| 4280         | B2       | 8     | 2,8 GHz    | 3,1 GHz   | 3,5 GHz   | 95 W | 11.2011    | OS4280WLU8KGU |
| 4284         | B2       | 8     | 3,0 GHz    | 3,3 GHz   | 3,7 GHz   | 95 W | 11.2011    | OS4284WLU8KGU |

### Interlagos (62yy)
Zwei Valencia-Dies auf einem Multi-Chip-Modul im Sockel G34, vier Speicherkanäle pro Prozessorsockel, Varianten mit 4 bis 16 Kernen
- Revision: B2
- L1-Cache: je Modul 64 KB für Instruktionen (geteilt von 2 Kernen), je Kern 16 KB für Daten
- L2-Cache: je Modul 2048 KB mit Prozessortakt (geteilt von 2 Kernen)
- L3-Cache: 2*8 MB mit Northbridge-Takt
- MMX, SSE, SSE2, SSE3, SSSE3, SSE4a, SSE4.1, SSE4.2, CLMUL, AES-NI, AVX, XOP, FMA4, AMD64, NX-Bit, SMP, OPM und AMD-V
- Speicherunterstützung: DDR3-SDRAM bis PC3-12800, vier Speicherkanäle pro Prozessorsockel
- Hypertransport-Ports mit 6,4 GT/s

| Modellnummer | Revision | Kerne | Frequenz   | Frequenz  | Frequenz  | TDP   | Einführung | Teilenummer   |
| Modellnummer | Revision | Kerne | Basis (P0) | CPB (Pb1) | CPB (Pb0) | TDP   | Einführung | Teilenummer   |
| ------------ | -------- | ----- | ---------- | --------- | --------- | ----- | ---------- | ------------- |
| 6204         | B2       | 4     | 3,3 GHz    | –         | –         | 115 W | 11.2011    | OS6204WKT4GGU |
| 6212         | B2       | 8     | 2,6 GHz    | 2,9 GHz   | 3,2 GHz   | 115 W | 11.2011    | OS6212WKT8GGU |
| 6220         | B2       | 8     | 3,0 GHz    | 3,3 GHz   | 3,6 GHz   | 115 W | 11.2011    | OS6220WKT8GGU |
| 6234         | B2       | 12    | 2,4 GHz    | 2,7 GHz   | 3,0 GHz   | 115 W | 11.2011    | OS6234WKTCGGU |
| 6238         | B2       | 12    | 2,6 GHz    | 2,9 GHz   | 3,2 GHz   | 115 W | 11.2011    | OS6238WKTCGGU |
| 6262HE       | B2       | 16    | 1,6 GHz    | 2,1 GHz   | 2,9 GHz   | 85 W  | 11.2011    | OS6262VATGGGU |
| 6272         | B2       | 16    | 2,1 GHz    | 2,4 GHz   | 3,0 GHz   | 115 W | 11.2011    | OS6272WKTGGGU |
| 6274         | B2       | 16    | 2,2 GHz    | 2,5 GHz   | 3,1 GHz   | 115 W | 11.2011    | OS6274WKTGGGU |
| 6276         | B2       | 16    | 2,3 GHz    | 2,6 GHz   | 3,2 GHz   | 115 W | 11.2011    | OS6276WKTGGGU |
| 6278         | B2       | 16    | 2,4 GHz    | 2,7 GHz   | 3,3 GHz   | 115 W | 4.6.2012   | OS6278WKTGGGU |
| 6282SE       | B2       | 16    | 2,6 GHz    | 3,0 GHz   | 3,3 GHz   | 140 W | 11.2011    | OS6282YETGGGU |
| 6284SE       | B2       | 16    | 2,7 GHz    | 3,1 GHz   | 3,4 GHz   | 140 W | 4.6.2012   | OS6284YETGGGU |

### Abu Dhabi (63yy)
Zwei Dies auf einem Multi-Chip-Modul im Sockel G34, vier Speicherkanäle pro Prozessorsockel, Varianten mit 4 bis 16 Kernen
- Revision: C0 (Piledriver Kern)
- L1-Cache: je Modul 64 KB für Instruktionen (geteilt von 2 Kernen), je Kern 16 KB für Daten
- L2-Cache: je Modul 2048 KB mit Prozessortakt (geteilt von 2 Kernen)
- L3-Cache: 2*8 MB mit Northbridge-Takt
- alle Bulldozer Features: MMX, SSE, SSE2, SSE3, SSSE3, SSE4a, SSE4.1, SSE4.2, AES-NI, CLMUL, AVX, XOP, FMA4, AMD64, NX-Bit, SMP, OPM und AMD-V
- neue Piledriver Features: FMA3, BMI1, TBM, F16C
- Speicherunterstützung: DDR3-SDRAM bis PC3-12800, vier Speicherkanäle pro Prozessorsockel
- Hypertransport-Ports mit 6,4 GT/s

| Modellnummer | Revision | Kerne | Frequenz   | Frequenz  | Frequenz  | TDP   | Einführung | Teilenummer   |
| Modellnummer | Revision | Kerne | Basis (P0) | CPB (Pb1) | CPB (Pb0) | TDP   | Einführung | Teilenummer   |
| ------------ | -------- | ----- | ---------- | --------- | --------- | ----- | ---------- | ------------- |
| 6308         | C0       | 4     | 3,5 GHz    | –         | –         | 115 W | 4.11.2012  | OS6308WKT4GHK |
| 6320         | C0       | 8     | 2,8 GHz    |           | 3,3 GHz   | 115 W | 4.11.2012  | OS6320WKT8GHK |
| 6328         | C0       | 8     | 3,2 GHz    |           | 3,8 GHz   | 115 W | 4.11.2012  | OS6328WKT8GHK |
| 6338P        | C0       | 12    | 2,3 GHz    |           | 2,8 GHz   | 99 W  | 22.1.2014  | OS6338WQTCGHK |
| 6344         | C0       | 12    | 2,6 GHz    |           | 3,2 GHz   | 115 W | 4.11.2012  | OS6344WKTCGHK |
| 6348         | C0       | 12    | 2,8 GHz    |           | 3,4 GHz   | 115 W | 4.11.2012  | OS6348WKTCGHK |
| 6366 HE      | C0       | 16    | 1,8 GHz    |           | 3,1 GHz   | 85 W  | 4.11.2012  | OS6366VATGGHK |
| 6370P        | C0       | 16    | 2,0 GHz    |           | 2,5 GHz   | 99 W  | 22.1.2014  | OS6370WQTGGHK |
| 6376         | C0       | 16    | 2,3 GHz    |           | 3,3 GHz   | 115 W | 4.11.2012  | OS6376WKTGGHK |
| 6378         | C0       | 16    | 2,4 GHz    |           | 3,3 GHz   | 115W  | 4.11.2012  | OS6378WKTGGHK |
| 6380         | C0       | 16    | 2,5 GHz    |           | 3,4 GHz   | 115W  | 4.11.2012  | OS6380WKTGGHK |
| 6386 SE      | C0       | 16    | 2,8 GHz    |           | 3,5 GHz   | 140W  | 4.11.2012  | OS6386YETGGHK |

## Opteron SOC aufAPU-Basis mit geringer TDP

### Kyoto
ein einzelnes Die mit vier Jaguar-Kernen als SOC
- L1-Cache: pro Kern 32 KB für Instruktionen und 32 KB für Daten
- L2-Cache: 2048 KB, von allen Kernen gemeinsam genutzt
- MMX, SSE, SSE2, SSE3, SSSE3, SSE4a, SSE4.1, SSE4.2, CLMUL, AES-NI, AVX, AMD64, NX-Bit, SMP, OPM und AMD-V
- Speicherunterstützung: DDR3-SDRAM mit ECC bis PC3-12800 (zwei DIMMs), ein Speicherkanal
- 8 PCIe 2 lanes
- 2 SATA 2/3-Ports
- 8 USB 2.0-Ports, 2 USB 3.0-Ports
- Die maximale TDP kann vom Kunden konfiguriert werden.

| Modellnummer | Kerne | L2 Cache | CPU-Frequenz | CPU-Frequenz | GPU                        | GPU             | GPU             | TDP     | Einführung | Teilenummer   |
| Modellnummer | Kerne | L2 Cache | Basis        | Turbo        | Modell                     | Basistakt       | Turbo           | TDP     | Einführung | Teilenummer   |
| ------------ | ----- | -------- | ------------ | ------------ | -------------------------- | --------------- | --------------- | ------- | ---------- | ------------- |
| X1150        | 4     | 2 MB     | 1,0 GHz      | 2,0 GHz      | Nicht vorhanden            | Nicht vorhanden | Nicht vorhanden | 9-17 W  | 29.5.2013  | OX1150IPJ44HM |
| X2150        | 4     | 2 MB     | 1,1 GHz      | 1,9 GHz      | AMD Radeon™ HD 8000 Series | 266MHz          | 600MHz          | 11-22 W | 29.5.2013  | ?             |